# Organización Médica Colegial de España
La Organización Médica Colegial de España (OMC) es la corporación de derecho público para la corregulación de la profesión médica española. Es el organismo que representa a los médicos colegiados de España, actuando como salvaguarda de los valores fundamentales de la profesión médica: la deontología y el código ético.
El órgano directivo máximo de la OMC es el Consejo General de Colegios Oficiales de Médicos (CGCOM) que agrupa, coordina y representa a los 52 Colegios Oficiales de Médicos de España a nivel nacional e internacional, y tiene como función la representación exclusiva, la ordenación y la defensa de la profesión médica.
La sede se encuentra en un edificio situado en la plaza de las Cortes n.º 11, en Madrid

## Órgano Directivo de la OMC
1. El Órgano Directivo de la OMC está compuesto por: 
- La Comisión Permanente del Consejo General de Colegios Oficiales de Médicos.
- La Asamblea General.

2. El Pleno del Consejo General es el máximo órgano consultivo y de asesoramiento de la institución.

### Comisión Permanente del CGCOM
La Comisión Permanente tiene como funciones la dirección, gestión y administración dentro del Consejo General. Desarrolla y ejecuta los acuerdos adoptados por la Asamblea General, tramita los asuntos administrativos y de gestión diaria del Consejo General, y se encarga de la organización administrativa y de la dirección de los órganos internos de gestión del Consejo General y del personal.
Compuesta actualmente por:
- Presidente: Tomás Cobo Castro
- Vicepresidente 1.º: Mª Isabel Moya García
- Vicepresidente 2.º: Manuela García Romero
- Secretario general: José María Rodríguez Vicente
- Vicesecretaria: Mª Rosa Arroyo Castillo
- Tesorero: Enrique Guilabert Pérez

### Asamblea General
La Asamblea General es el máximo órgano rector del Consejo General y está integrada por todos los presidentes de los Colegios Oficiales de Médicos, por los miembros de la Comisión Permanente, por los representantes nacionales de las secciones colegiales y por los representantes de la Universidad, de las sociedades científicas y de otras entidades médicas que, con voz pero sin voto, la propia Asamblea acuerde incorporar.

### Pleno del Consejo General
El Pleno del Consejo General estará compuesto por los presidentes o vicepresidentes, en su caso, de los Consejos Autonómicos, los miembros de la Comisión Permanente y los Representantes Nacionales de las secciones colegiales.

#### Vocalías
La secciones colegiales o grupos profesionales reúnen a los colegiados en diferentes vocalías, según la modalidad y la forma de ejercicio profesional que realizan.
"Estas vocalías tienen como misión asesorar sobre los asuntos de su especialidad, así como llevar a cabo estudios y propuestas sobre los temas de su competencia, para lo que se han creado grupos de trabajo específicos."
Representantes nacionales de:
- Atención primaria rural: Hermenegildo Marcos
- Atención primaria urbana: Vicente Matas Aguilera
- Medicina privada: Manuel Carmona
- Médicos de administraciones públicas: Sonsoles Castro Herranz
- Médicos de hospitales: Pilar Sánchez Conde
- Médicos jóvenes y promoción de empleo: Domingo Antonio Sánchez Martínez
- Médicos jubilados: Ricard Gutiérrez Martí
- Médicos tutores y docentes: Francesc Feliu Villaró

## Publicaciones
La OMC publica regularmente libros y revistas que permiten actualizar la información y la formación de los médicos españoles sobre asuntos profesionales. Además, elabora una serie de estudios, documentos e informes de interés profesional.

### Libros
- Guías de Buena Práctica Clínica
- Guías de Ética en la Práctica médica
- Clasificación terminológica de actos y técnicas médicas[4]

### Revistas
- Revista OMC
- Diario digital Médicos y Pacientes

## Historia

### Antecedentes

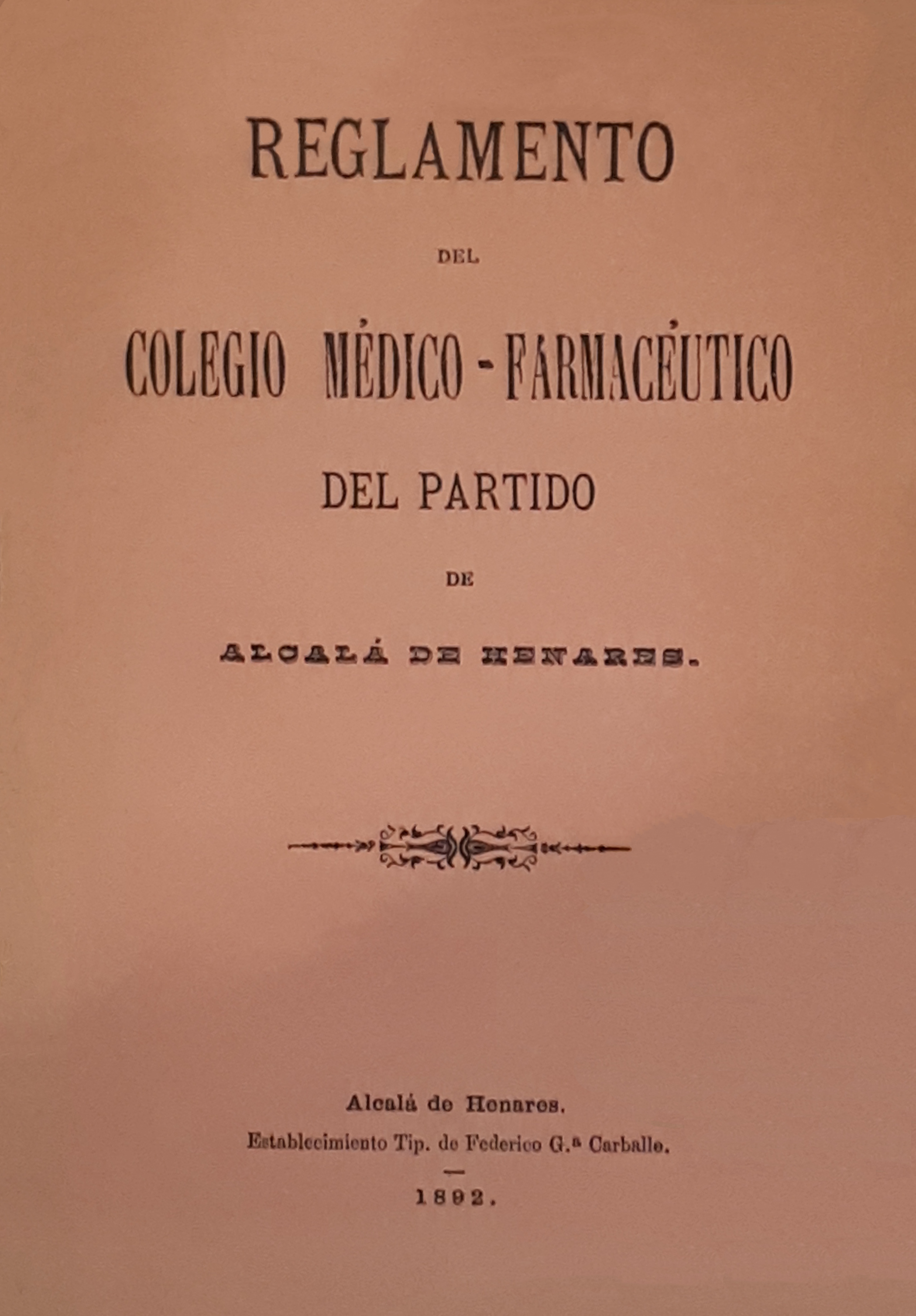
Reglamento del Colegio Médico-Farmacéutico del partido de Alcalá de Henares (1892).

En el artículo 80 de la Ley de Sanidad de 1855 se estable la organización de jurados médicos y de calificación, con potestad disciplinaria y deontológica sobre los profesionales en la capital de cada provincia.
La inicial estructuración de lo que iban a ser los Colegios de Médicos de España se encuentra en el reglamento aprobado por Alfonso XII, en cédula de 3 de diciembre de 1875, por la que se obligaba a incorporarse a ellos a todos los médicos que ejerciesen en Madrid y en los Reales Sitios. 
Tras diversos avatares, se fundan en España en 1894 los primeros colegios médicos. La obligatoriedad de la colegiación suscitaba encendidos debates, punto este contestado por sectores significativos de la profesión médica, que lo consideraban una injerencia inadmisible en la libertad de ejercicio. 
Finalmente el 12 de abril de 1898, a propuesta del entonces ministro de la Gobernación Trinitario Ruiz Capdepón, con el acuerdo del Consejo de Ministros, la reina regente María Cristina sancionó un real decreto por el que se aprobaba el Estatuto para el Régimen de los Colegios de Médicos, en el que se establecía el carácter obligatorio de la colegiación médica. Este estatuto comprendía nueve capítulos, con 73 artículos, 8 disposiciones transitorias y una final. En el artículo primero se establecía la existencia en todas las capitales de provincia de un Colegio de Médicos, y en el tercero que para ejercer la medicina era indispensable estar inscrito en el colegio donde el facultativo tuviese su residencia habitual, para lo cual la octava disposición transitoria concedía un plazo de un año desde la organización de la Junta de Gobierno. Las disposiciones transitorias determinaban que los Colegios de Médicos tenían que constituirse a la mayor brevedad. Para ello el gobernador de cada provincia debía nombrar una junta interina, formada por 7 médicos residentes en la capital, a uno de los cuales se le designaría como presidente y a otro como secretario. Esta junta sería la encargada de formar las listas de electores y de elegibles y de convocar las elecciones para la inicial junta de Gobierno.
La colegiación obligatoria estuvo debatiéndose entre 1898 y 1900, y finalmente, con el consenso de todas las partes implicadas, queda definitivamente instaurada en 1917.

### Creación de la Organización Médica Colegial

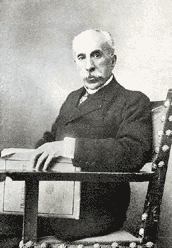
Julián Calleja y Sánchez.

Desde 1893 el sentimiento de gran parte de la profesión médica era la necesidad de reunirse en torno a un colegio profesional. Como parece lógico pensar, la Organización Médica Colegial (OMC) se instaura después de la constitución de los distintos colegios provinciales. Desde Zaragoza y Burgos se propone que se cree un Colegio Central, cuya sede estaría en Madrid, con la misión de fallar en último recurso entre los compañeros asociados, así como en los conflictos de las Juntas de distrito y provinciales. El colegio de Sevilla en 1899 propone una reunión nacional de colegios en Madrid con un programa específico de debates. Entre los temas a tratar se encuentran la conveniencia de realizar un congreso sobre Deontología Médica (que se celebraría en 1903), la colegiación obligatoria, algunos aspectos de la Ley de Sanidad y la inamovilidad de los médicos titulares. La reunión se celebró finalmente el día 1 de febrero de 1900, auspiciada por Julián Calleja y Sánchez, presidente del Colegio de Médicos de Madrid, con una duración de tres días, acudiendo 46 de las 49 provincias invitadas. Queda designado el colegio de Madrid como representante de todos los colegios nacionales.
Durante ese decenio y el siguiente, las distintas sociedades científicas fueron organizando asambleas nacionales en el citado Colegio. El 15 de mayo de 1917, se crea por real decreto el Colegio Príncipe de Asturias para Huérfanos de Médicos, en la calle El Pilar de Zaragoza, lo que fomentará la unión entre colegios provinciales, pues deben ponerse de acuerdo en cuanto a la participación en sus cuotas.
Otro intento de reunir a las juntas directivas de los Colegios de Médicos se programó para octubre de 1918, coincidiendo con el Congreso Nacional de Medicina, pero la epidemia de gripe impidió su celebración, y hasta el día 26 de enero de 1919 no se celebra una Asamblea de Juntas Directivas. De aquella Asamblea, a la que acuden representantes de 33 provincias, se concluye con cuestiones relativas a médicos titulares y pensiones para familias de médicos fallecidos en la reciente epidemia, creándose un comité ejecutivo con residencia en Madrid y encabezado por Augusto Almarza, y emplazando otra asamblea para el otoño de ese año.
En esta nueva reunión se plantea más formalmente la creación de la Federación u organización armónica de todos los Colegios de Médicos. A petición de su colegio, se celebra en Valencia el 6 de noviembre de 1920 la Asamblea de los Colegios de Médicos de España, creándose por fin la Federación de los Colegios de Médicos de España, integrada por Confederaciones Regionales, cada una de ellas con un representante, cuyo conjunto formará el Directorio Nacional.

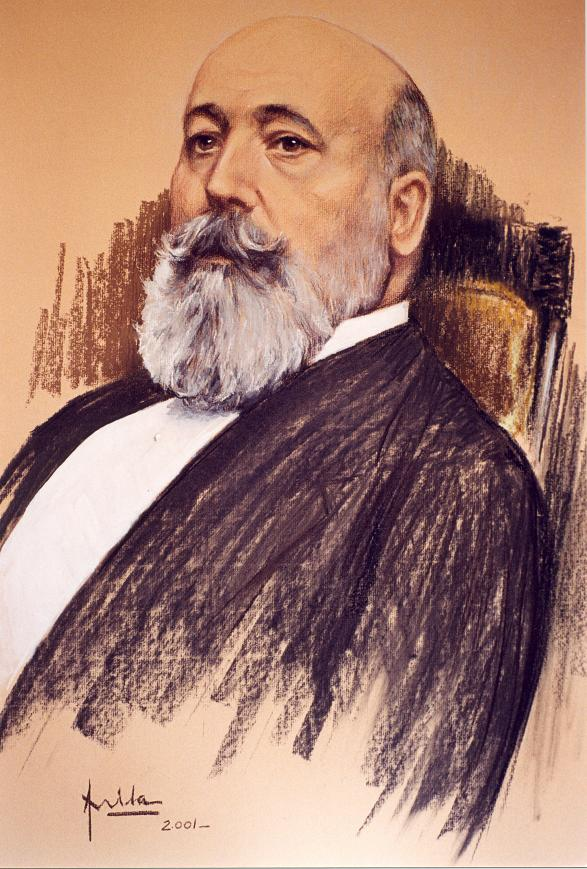
José Sanchís Bergón, primer presidente de la OMC de España

Durante 1921 se celebraron dos Asambleas, la primera en junio en Madrid y la otra en Barcelona en el mes de noviembre, siendo los temas tratados las relaciones de las Juntas de Gobierno y Patronato de Médicos Titulares, el ejercicio de los médicos extranjeros, intrusismo y curanderismo.

### Dictadura de Miguel Primo de Rivera (1923-1930)
Durante los años siguientes, la Federación fue adecuando por medio de sus estatutos la relación disciplinaria entre el Colegio y los colegiados, y la relación entre el Estado y los Colegios, en lo referente a su capacidad sancionadora. El 2 de abril de 1925 se publican unos nuevos estatutos, donde aparece el Jurado Profesional de los Colegios de Médicos, el cual será elegido en las asambleas generales por el voto de todos los Colegios, siendo renovado total o parcialmente cada dos años, y dando notificación de ello al ministro de Gobernación y al director general de Sanidad.
El Jurado Profesional constituirá el Consejo General de los Colegios de Médicos, representando el lazo de unión entre ellos. Como primera acción convoca en noviembre de 1925 la V Asamblea de Directivas de Colegios de Médicos de España, en la cual se establece que serán cinco representantes los elegidos en votación para el Jurado Profesional y otros cinco suplentes, eligiendo presidente en segunda votación entre los cinco electos; en esta ocasión son designados Pérez Mateos de Murcia, Blanc Fortacín de Madrid, Jimeno Riera de Zaragoza, Crespo de Zamora, de la Roca de Sevilla, del Río de Jaén, Aranda de Cádiz, Miguez de Cáceres y Soler de Tarragona.
En la VII Asamblea, celebrada en Sevilla en octubre de 1927, es investido presidente José Pérez Mateos, presidente del Colegio de Murcia. A partir de este momento y de forma progresiva se va sustituyendo la denominación de Federación por la de Consejo General de Colegios de Médicos.
En enero de 1928 se celebra en Barcelona la VIII Asamblea General presidida por Pérez Mateos, en la que se aprueban el proyecto de Previsión Médica Nacional y los estatutos que finalmente se publicarán en la Gaceta de Madrid en 1930, donde se consagra al Consejo General de Colegios de Médicos en su papel decisorio para establecer las relaciones entre los Colegios provinciales, los Poderes Públicos y organismos oficiales y los propios colegiados, se anula cualquier otra forma de organización anterior, tanto regional como comarcal, y se crea un único Colegio de Médicos Provincial por cada provincia como única institución oficial de los médicos de España.

### II República Española (1931-1939)
Miguel Primo de Rivera dimite como jefe del Gobierno el día siguiente a la publicación de los estatutos. Durante este periodo transitorio, así como tras la proclamación de la II República, no hubo ningún cambio en la ordenación de la vida médica colegial española.
En el comienzo de la Guerra Civil, el 30 de julio de 1936, un Decreto del Ministerio de Trabajo y Sanidad disuelve toda la estructura colegial. En la zona republicana se constituyen en 1937 las Agrupaciones Profesionales de Médicos, siendo su presidente el inspector provincial de Sanidad. En la zona nacional, en julio de 1937, por orden del Gobierno General se constituye el Consejo General de Colegios de Médicos en el Colegio de Médicos de Valladolid; siendo esta su sede, se nombra una Comisión Permanente, presidida por Enrique Suñer Ordóñez, presidente del Colegio de Valladolid. Esta comisión será el órgano representativo para toda España, dependiente del Gobierno General a través de la Jefatura Superior de Sanidad.

### Dictadura de Francisco Franco (1939-1975)
El 30 de octubre de 1940 se dictan nuevas normas para el funcionamiento del Consejo General de Colegios de Médicos, siendo este dependiente de la Dirección General de Sanidad, incluyendo en sus estatutos la obligación de reunirse al menos dos veces al año, y se confirma la dependencia absoluta del Consejo General de los Colegios de Médicos, hablando ya de Organización Médica Colegial.
En 1946 se aprueba un nuevo reglamento, donde se incluyen 22 normas deontológicas, cuatro de las cuales se ocupan de la moral familiar. Durante este final de decenio de los años 40 y hasta bien entrados los 50, el Consejo participará activamente en cuestiones como la promoción de construcciones de viviendas para los médicos rurales, la reglamentación del Seguro Obligatorio de Enfermedad (S.O.E), en la responsabilidad de velar por el Patronato de huérfanos y en la creación de un Igualatorio Médico Corporativo Nacional.
En 1963 se modifica el Reglamento del Consejo aportando profundas innovaciones. La Asamblea deja de ser de Juntas Directivas y pasa a ser de Presidentes de Colegios, los colegiados serán los que decidan por votación las composiciones de sus Juntas Directivas y éstas a su vez elegirán los componentes del Consejo General. A partir de este momento, ya no existen miembros natos que pertenezcan a la Comisión Permanente del Consejo, circunstancia que produce algunas disensiones y enfrentamientos entre Colegios y Consejo.
En 1967 se publica un reglamento en el BOE, destacando que la Organización Médica Colegial debe considerarse una Corporación de Derecho Público, desvinculándose de la Administración Sanitaria en una corrección posterior.

### Democracia (1976- )

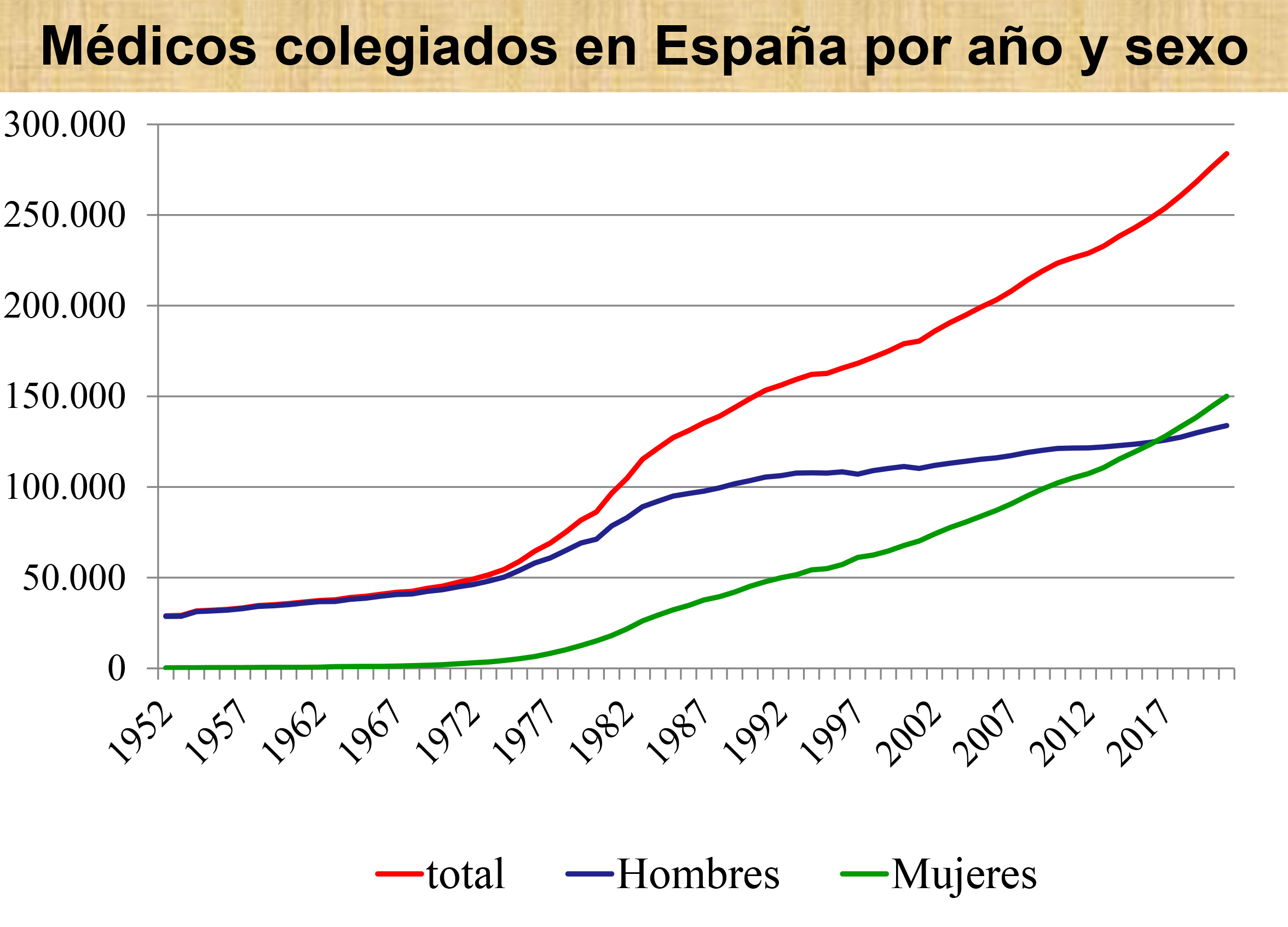
Evolución de la colegiación desde 1952 hasta 2021.

Durante los siguientes años, se producen importantes cambios políticos en el país, y en 1980 se aprueban unos nuevos estatutos que incluyen como novedad el derecho de los Representantes de las Secciones Colegiales a tener voz y voto, tanto en las Asambleas como en los plenos, y la posibilidad de que todos los colegiados puedan participar en las elecciones para todos los cargos del Consejo; también se establece la obligatoriedad de los Colegios Provinciales de tener en su seno una Comisión Deontológica, y se implanta que una vez sea efectiva la nueva Organización Territorial del Estado, los Colegios de Médicos se adecuarán a esta nueva ordenación.
El 1 de abril de 2004 se inauguró la actual sede de la OMC, en la plaza de las Cortes de Madrid; el antiguo “Palacio Linares” (edificio de 1818) mantiene su inicial estructura arquitectónica exterior, pero el interior fue totalmente reformado y adaptado a las necesidades de la institución.
Sucesivas modificaciones de reglamentos en 2006, 2007, 2008 y 2010 han ido transformando la organización del Consejo, como las funciones de los Consejos Autonómicos, representados en el Pleno, la incorporación de los estudiantes de Medicina de forma facultativa en la organización, la incompatibilidad de cargos de los integrantes de la Comisión Permanente con organizaciones o instituciones que puedan tener intereses comunes, o la limitación de mandatos de los Miembros de la Comisión Permanente y de los Representantes de las Secciones Nacionales a un máximo de dos legislaturas de cuatro años de duración; estos cambios que ha integrado el Consejo General pretenden adecuar su proceder a la realidad social del colectivo médico actual.

## Presidentes de la OMC de España
| Orden | Período           | Nombre                     |
| ----- | ----------------- | -------------------------- |
| 1     | 1921 - 1926       | José Sanchís Bergón        |
| 2     | 1927              | Francisco Carmona Camón    |
| 3     | 1927 - 1936       | José Pérez Mateos          |
| 4     | 1937              | Marcelino Gavilán Bofill   |
| 5     | 1937 - 1941       | Enrique Suñer Ordóñez      |
| 6     | 1941 - 1945       | Mariano Gómez Ulla         |
| 7     | 1945 - 1946       | Armando Muñoz Calero       |
| 8     | 1946 - 1948       | Carlos González Bueno      |
| 9     | 1948 - 1963       | Antonio Crespo Álvarez     |
| 10    | 1963 - 1976       | Alfonso de la Fuente Chaos |
| 11    | 1976 - 1982       | Jorge Pérez del Bosque     |
| 12    | 1982 - 1986       | Ramiro Rivera López        |
| 13    | 1986 - 1988       | Ricardo Ferré Alemán       |
| 14    | 1988 - 1990       | Alberto Berguer Sández     |
| 15    | 1990 - 1997       | José Fornes Ruiz           |
| 16    | 1997 - 2001       | Ignacio Sánchez Nicolay    |
| 17    | 2001 - 2005       | Guillermo Sierra Arredondo |
| 18    | 2005 - 2009       | Isacio Siguero Zurdo       |
| 19    | 2009 - 2017       | Juan José Rodríguez Sendín |
| 20    | 2017 - 2021       | Serafín Romero Agüit       |
| 21    | 2021 - actualidad | Tomás Cobo Castro          |

### Historia de la OMC
- González Rebollo AM. Los Colegios de Médicos en España: 1893-1917. [tesis doctoral Universidad de Valladolid]. Valladolid: Facultad de Medicina; 1997.
- El Siglo Médico (revista de divulgación médica de los siglos XIX y XX). varios números.
- Numancia Sanitaria. Boletín Oficial del Colegio de Médicos de la Provincia de Soria. 1920-1921.
- Granjel LS. Historia Política de la Medicina Española. Instituto de Historia de la Medicina Española, Universidad de Salamanca; 1985.
- Boletín Oficial de la Unión Sanitaria Segoviana. 1917-1940
- Albarracín Teulón A. Historia del Colegio de Médicos de Madrid 1895-1995. Madrid: Ilustre Colegio Oficial de Médicos de Madrid; 2000.
- Garrote Díaz JM. Cien años de Medicina en Segovia. Segovia: Colegio de Médicos de Segovia, Diputación Provincial y Caja Segovia; 2001.
- Libro de Actas de la Organización Médica Colegial.
- Villacorta Baños F. Profesionales y burócratas: Estado y poder corporativo en la España del siglo XX, 1890-1923. Madrid: Siglo XXI de España Editores; 1989.
- Previsión Sanitaria Nacional, toda una historia. www.psn.es visitada el 4/10/2010
- López Gómez JM. Historia del Colegio Oficial de Médicos de Burgos. www.combu.es visitada el 8/8/2011

### General
- Estatutos generales de la Organización Médica Colegial de España (1980).
- Estatutos generales del Consejo General de Colegios Oficiales de Médicos de España (2006).
- Reglamento de funcionamiento de la Asamblea General del CGCOM de España (2007).
- Reglamento de las Secciones Colegiales del CGCOM de España (2007) Archivado el 20 de julio de 2011 en Wayback Machine.
- Barber Pérez P, González López-Valcárcel B. Oferta y necesidad de especialistas médicos en España (2008-2025). Madrid: Ministerio de Sanidad y Consumo; 2009.
- Garrote Díaz JM. El médico ante la sociedad: la colegiación necesaria. Discurso de ingreso como académico correspondiente de la Real Academia de Medicina de Salamanca. 2010/12/14.
- Consejo General de Colegios Oficiales de Médicos. Código de Deontología Médica. Guía de Ética Médica. Madrid: OMC; 2011. Archivado el 17 de diciembre de 2021 en Wayback Machine.
- Consejo General de Colegios Oficiales de Médicos. Argumentos para la colegiación universal en la profesión médica. Asamblea General, 1 de septiembre de 2012.